# Nebojša Zelenović
Nebojša Zelenović, cyr. Небојша Зеленовићћ (ur. 15 lipca 1975 w Šabacu) – serbski polityk i samorządowiec, parlamentarzysta, w latach 2014–2020 burmistrz Šabaca.

## Życiorys
Ukończył szkołę średnią w rodzinnej miejscowości, a także studia prawnicze na Uniwersytecie w Belgradzie. Pracował m.in. jako kierownik wydziału w administracji miejskiej Šabaca i dyrektor oddziału państwowego funduszu ubezpieczeń zdrowotnych RFZO w okręgu maczwańskim.
Działał w Partii Demokratycznej, był członkiem jej władz centralnych. W 2013 współtworzył ugrupowanie Razem dla Serbii, w 2016 objął funkcje jego przewodniczącego w miejsce Dušana Petrovicia. W latach 2012–2014 sprawował mandat posła do Zgromadzenia Narodowego. W 2014 wybrany na stanowisko burmistrza Šabaca, które zajmował do 2020.
W 2021 był jednym z inicjatorów powołania koalicji z udziałem środowisk ekologicznych. Blok ten pod nazwą „Moramo” wziął udział w wyborach parlamentarnych w 2022. Nebojša Zelenović znalazł się na trzecim miejscu listy wyborczej, uzyskując w wyniku głosowania ponownie mandat deputowanego. W tym samym roku został jednym z liderów współtworzonego przez swoją partię ugrupowania pod nazwą Razem. Nie wszedł w skład kolejnego parlamentu wybranego w 2023; w 2024 jego formacja zjednoczyła się z Partią Demokratyczną.